# Pinguini saltarocce

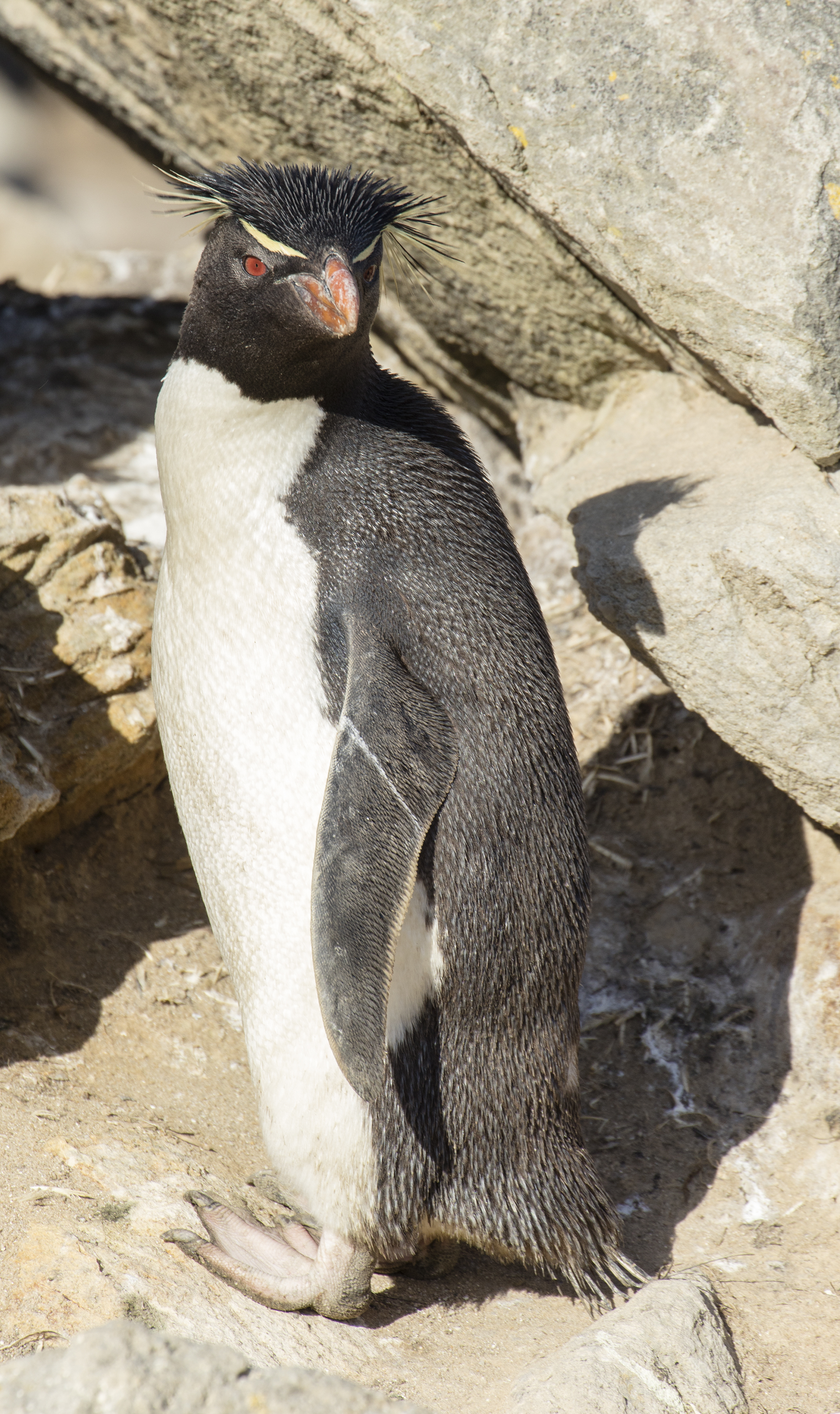
Pinguino saltarocce meridionale, Eudyptes (chrysocome) chrysocome, Isola di Goicoechea, Isole Falkland

I pinguini saltarocce sono tre taxa strettamente vicini di pinguini crestati che sono stati tradizionalmente considerati come un'unica specie mentre talvolta vengono suddivisi in tre specie.
Non tutti gli esperti concordano sulla classificazione di questi pinguini. Alcuni li ritengono tutti e tre come specie distinte, altri studiosi invece dividono le forme occidentale e orientale nel pinguino saltarocce meridionale e mantengono separato il pinguino saltarocce settentrionale, mentre altri ancora considerano tutte e tre le popolazioni come un'unica specie.

## Aspetto
I pinguini saltarocce (Eudyptes chrysocome) sono tra le specie più piccole di pinguini. Dopo aver raggiunto la maturità, raggiungono un'altezza di circa 50 centimetri. I maschi e le femmine non si possono distinguere a occhio nudo, quindi viene condotto un test del DNA prelevando una piuma per determinare il sesso. Come molti pinguini, i saltarocce hanno un corpo completamente nero e un ventre bianco. Alcune caratteristiche che li differenziano dagli altri pinguini sono gli occhi rossi, il becco arancione, i piedi palmati di colore rosa e i ciuffi di piume gialle e nere che hanno sulla testa. Sebbene queste piume li differenzino dagli altri pinguini, i pulcini di queste popolazioni non le sviluppano prima della maturità. Anche il becco cambia con l'età: è inizialmente nero, ma man mano che i pinguini invecchiano, diventa arancione. A causa dell'ambiente roccioso in cui vivono, gli individui di questa specie non possono lasciarsi scivolare sulla pancia come la maggior parte dei pinguini, quindi saltano per spostarsi da un luogo all'altro, da qui deriva appunto il loro nome.
I ciuffi gialli e neri che hanno sulla sommità del capo sono simili a quelli dell'eudipte ciuffodorato (Eudyptes chrysolophus).

## Sottospecie
Ciò che distingue i pinguini saltarocce in sottospecie sono il loro areale di riproduzione e i comportamenti riproduttivi. La differenza nei segnali di accoppiamento riscontrata tra la sottospecie E. chrysocome (meridionale) ed E. moseleyi (settentrionale) sembra essersi sviluppata rapidamente, quindi questi cambiamenti comportamentali sono considerati sufficienti per separare questi taxa fra di loro.
I pinguini saltarocce meridionali sono divisi in due sottospecie, categorizzate grazie alle diverse aree di riproduzione. La sottospecie E. c. filholi (orientale) si riproduce nel sub-antartico attorno alle Isole del Principe Edoardo, alle Isole Crozet, alle Isole Kerguelen, all'Isola Heard, all'Isola Macquarie e alle Isole Campbell, Auckland e agli Antipodi. La sottospecie E. c. chrysocome, che può essere riferita alla vera sottospecie meridionale, si riproduce nelle isole al largo del Cile meridionale, in Argentina e nelle Isole Falkland. Una delle più grandi popolazioni di pinguini saltarocce meridionali abita le Isole Falkland.
Le sottospecie di questo gruppo sono:
- Pinguino saltarocce meridionale, Eudyptes (chrysocome) chrysocome.
- Pinguino saltarocce orientale, Eudyptes (chrysocome) filholi
- Pinguino saltarocce settentrionale, Eudyptes (chrysocome) moseleyi

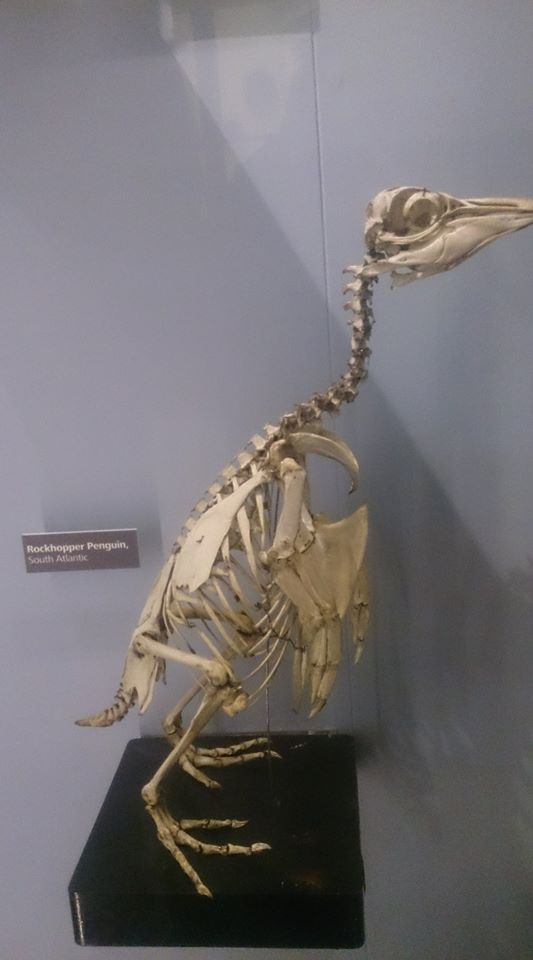
Scheletro di pinguino saltarocce nel Museo di Manchester

La sottospecie settentrionale si riproduce in climi temperati freschi, incluse le isole di Gough e Tristan da Cunha nell'Oceano Atlantico e St. Paul e Manchester nell'Oceano Indiano. Il saltarocce meridionale nidifica nelle Isole Falkland, Argentina e Cile, con colonie riproduttive intorno a Capo Horn in Sud America, e nelle isole Gough, Prince Edward, Marion, Crozet, Kerguelen, Heard, Macquarie, Campbell, Auckland e Antipodes nell'Oceano Indiano meridionale. La sottospecie orientale nidifica in piccole colonie sull'isola Campbell in Nuova Zelanda, dato che il numero di esemplari è diminuito drasticamente. Questi pinguini di solito trovano il loro habitat lungo le coste rocciose, da cui prendono il nome. Costruiscono nidi e tane nell'erba alta chiamata tussock.

## Dieta
La dieta dei saltarocce consiste di krill e piccoli crostacei, tra cui gamberetti, granchi e aragoste. Gli esemplari di saltarocce solitamente consumano più krill che pesce; la loro dieta è alterata durante la migrazione e si modifica con lo scorrere delle stagioni. I saltarocce possono rimanere in mare per diversi giorni durante la caccia e possono immergersi fino a 330 piedi (100 m) per molti minuti consecutivi durante la ricerca della preda.

## Riproduzione

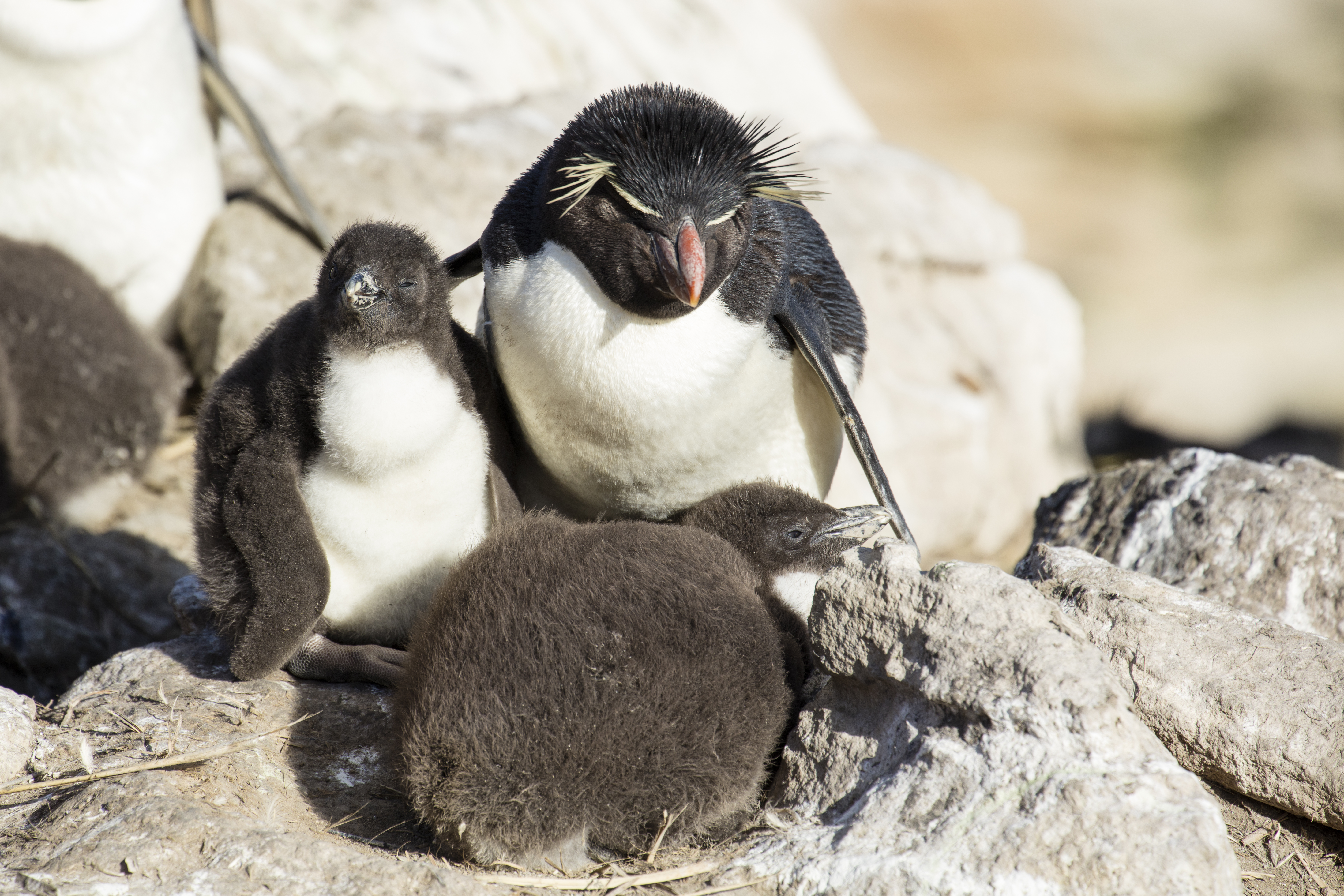
Pinguino saltarocce con pulcini, Isola di Goicoechea, Isole Falkland

I saltarocce sono i pinguini crestati più diffusi. Il loro areale va dal fronte antartico all'Atlantico meridionale e all'Oceano Indiano. A causa della loro larga diffusione, la riproduzione varia a seconda della sottospecie, tra le varie popolazioni di pinguini nelle diverse aree. I saltarocce settentrionali, generalmente, iniziano i rituali di accoppiamento e nidificazione due mesi prima dei loro parenti meridionali. Le uniche due uova della stagione vengono deposte a pochi giorni di distanza all'inizio di novembre nella speranza che almeno una sopravviva, e il secondo uovo ha solitamente delle dimensioni maggiori del primo. I genitori utilizzeranno lo stesso nido anche negli anni successivi. Le uova si schiudono circa un mese dopo e la madre si occuperà del cibo per il pulcino.

## Tassonomia
Attualmente sono considerate valide 19 specie e sei generi di pinguini viventi. Il pinguino saltarocce ha 3 sottospecie: Eudyptes filholi, il saltarocce orientale; Eudyptes mosleyi, il saltarocce settentrionale; e l'Eudyptes chrysocome, il saltarocce meridionale. Queste tre popolazioni sono separate dagli areali di riproduzione. Nello stesso genere, Eudyptes, sono presenti altre 4 specie : E. pachyrhynchus, E. robustus, E. chrysolophus ed E. schlegeli. Si ritiene che le tre sottospecie del pinguino saltarocce si siano separate a causa della latitudine e delle masse d'acqua piuttosto che a causa delle distanze geografiche. Le ricerche suggeriscono che durante il Pleistocene inferiore, l’Oceano Antartico era freddo e le popolazioni di pinguini provenienti dall’Atlantico e dall’Oceano Indiano rimanevano pressoché simili fra loro, vivendo nella stessa massa d’acqua. La transizione climatica del Pleistocene medio fu associata alla migrazione verso sud delle posizioni frontali e le isole furono circondate da masse d'acqua subtropicali, determinando una divisione tra saltarocce settentrionali e meridionali. A seguito dei numerosi cicli di avanzamento e ritiro delle calotte glaciali della Patagonia, durante il tardo Pleistocene, potrebbe essersi creata una barriera al flusso genetico tra le popolazioni del Pacifico meridionale e dell'Atlantico meridionale, impendendo a queste colonie di riprodursi fra di loro, causando quindi una divisione tra le popolazioni meridionali e quelle orientali.

## Predatori
Gli esemplari adulti non hanno predatori terrestri. Vengono cacciati in mare aperto dalle foche leopardo, dalle otarie orsine, dalle orche e dalle verdesche. I pulcini e le uova vengono mangiati da molti uccelli tra cui le ossifraghe, gli Stercorari, i chioni e vari tipi di gabbiani.

## Conservazione
Sebbene questa specie presenti una delle popolazioni di pinguini più numerose al mondo, si stima che il numero di esemplari sia diminuito circa del 30% nell'ultimo trentennio del XX secolo. La causa di questo declino è in gran parte sconosciuta, ma gli scienziati hanno ipotizzato che gli esseri umani siano direttamente coinvolti, principalmente nella pesca eccessiva a fini commerciali, nello sfruttamento del petrolio e nell’inquinamento. Ricerche recenti hanno dimostrato che questa popolazione tende a diminuire in maniera correlata con i cambiamenti nella temperatura della superficie dell’oceano, indicando un impatto diretto del cambiamento climatico. Le attività umane, in particolare, hanno esaurito un grande quantitativo parte delle scorte di cibo presenti nei territori di caccia di questa specie e hanno aumentato la temperatura della superficie del mare, e poiché la popolazione è geograficamente isolata alla punta del Sud America e alle Isole Falkland ed è molto sensibile ai cambiamenti della catena alimentare, ci sono poche opportunità per garantire la crescita delle colonie.

### Fuoriuscite di petrolio
Una fuoriuscita di petrolio, a seguito dell'incaglio della MS Oliva al largo dell'isola di Nightingale nel 2011, ha provocato la contaminazione di migliaia dell'habitat di quest specie, determinando la morte di molti esemplari. Questi eventi hanno avuto un impatto su molte specie di pinguini a partire dalla conversione della navigazione dalla propulsione a vela e carbone ai combustibili a base liquida all'inizio del XX secolo.

## Galleria d'immagini

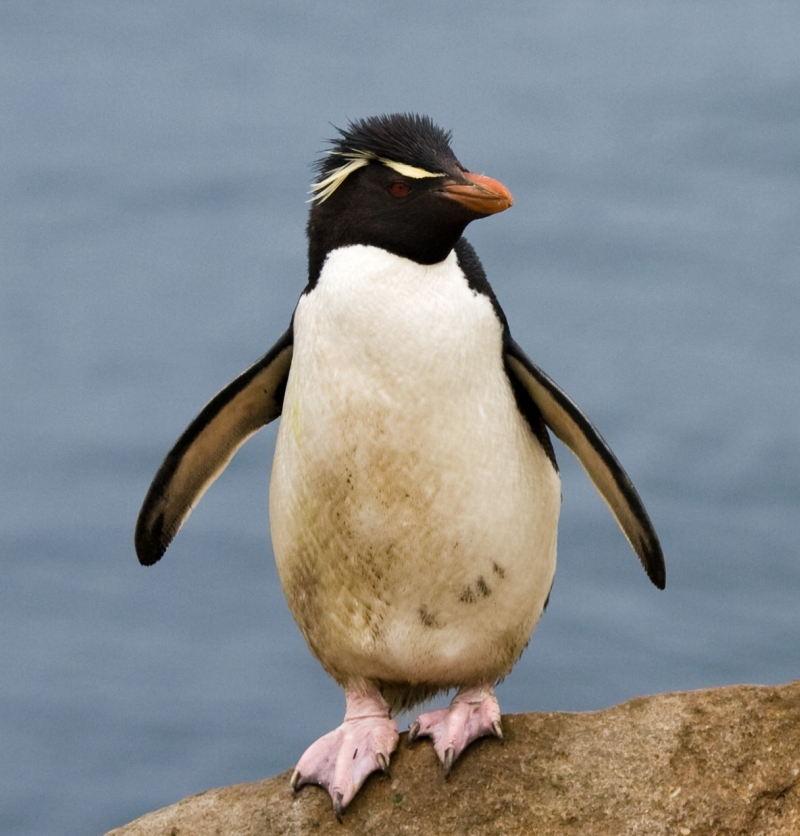
Pinguino saltarocce del sud, Eudyptes (chrysocome) chrysocome.
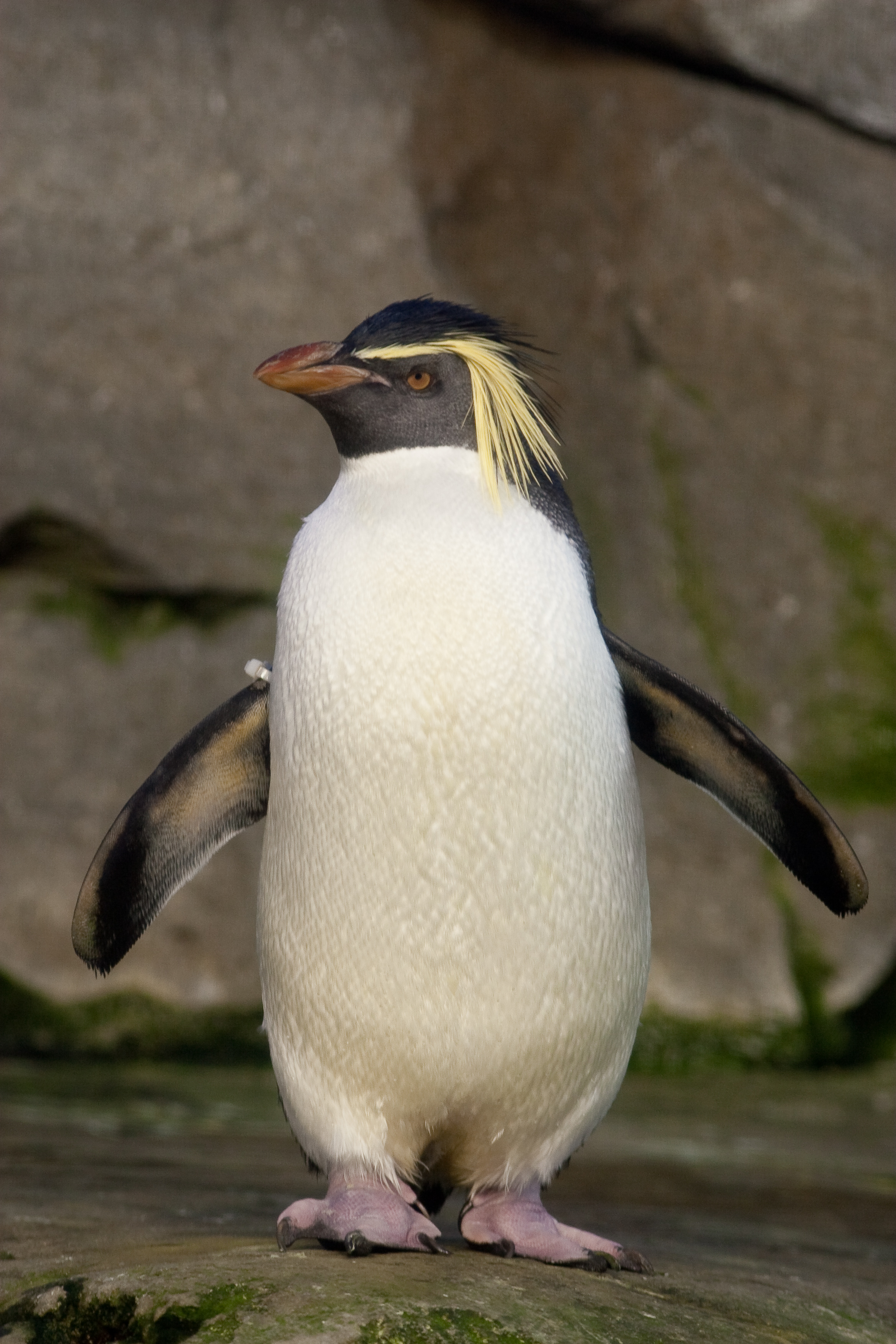
Pinguino saltarocce settentrionale,Eudyptes (chrysocome) moseleyi
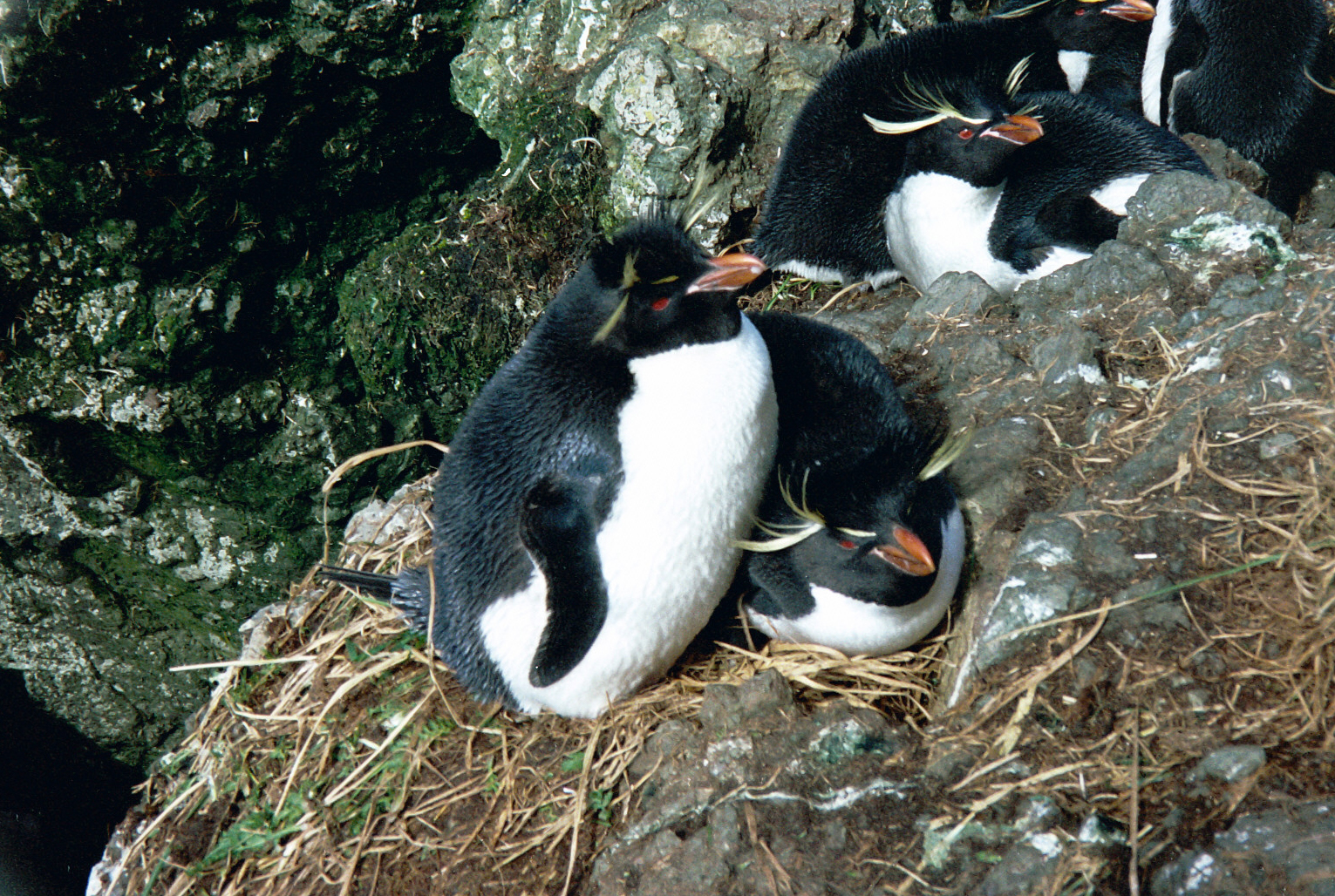
Pinguino saltarocce orientale,Eudyptes (chrysocome) filholi

## Nei film
I saltarocce sono comparsi nei film Hubie all'inseguimento della pietra verde, Happy Feet e Happy Feet 2, Surf's Up e Surf's Up 2: WaveMania e The Wild.